# Episodi di Scream Street
La serie Scream Street è trasmessa nel Regno Unito dal 21 ottobre 2015 su CBBC.
In Italia è trasmessa su Rai Gulp dal 30 ottobre 2017.
| nº | Titolo originale                | Titolo italiano                    | Prima TV originale | Prima TV Italia  |
| -- | ------------------------------- | ---------------------------------- | ------------------ | ---------------- |
| 1  | Scream Clean                    | Pulizie da urlo                    | 21 ottobre 2015    | 30 ottobre 2017  |
| 2  | Haunted House                   | La casa vivente                    | 28 ottobre 2015    | 30 ottobre 2017  |
| 3  | Lovestruck                      | Amore, pozioni e pasticci          | 4 novembre 2015    | 31 ottobre 2017  |
| 4  | Wolf Gang                       | Lezioni di piano                   | 11 novembre 2015   | 31 ottobre 2017  |
| 5  | Resus Rocks                     | Che Rock Resus!                    | 18 novembre 2015   | 1 novembre 2017  |
| 6  | Zoo Of The Weird                | Scappa Luke!                       | 25 novembre 2015   | 1 novembre 2017  |
| 7  | Mirror Mirror                   | Il lato peggiore di me             | 2 dicembre 2015    | 2 novembre 2017  |
| 8  | Banished!                       | L'inganno                          | 9 dicembre 2015    | 2 novembre 2017  |
| 9  | Heartbreak Heist                | Il cuore rubato                    | 14 dicembre 2015   | 3 novembre 2017  |
| 10 | The Creepy Creeper              | L'inquietante rampicante           | 15 dicembre 2015   | 3 novembre 2017  |
| 11 | The Brown Lagoon                | Vacanza da brividi                 | 16 dicembre 2015   |                  |
| 12 | Zombie Derby                    | La corsa degli zombie              | 17 dicembre 2015   | 10 novembre 2017 |
| 13 | Mother Of All Scares            | La mamma è sempre la mamma         | 19 dicembre 2015   | 5 novembre 2017  |
| 14 | Lost Looks                      | Bellezza in cornice                | 6 maggio 2016      |                  |
| 15 | Nightmare On Scream Street      | Svegliati Resus!                   | 13 maggio 2016     |                  |
| 16 | Bottomless Pit                  | Il pozzo senza fondo               | 20 maggio 2016     |                  |
| 17 | The Evil Ooze                   | Il virus delle terre di sotto      | 27 maggio 2016     | 7 novembre 2017  |
| 18 | Light Fingers                   | Il furto del gatto di smeraldi     | 10 giugno 2016     | 7 novembre 2017  |
| 19 | Homework From Hell              | Compiti da brivido                 | 17 giugno 2016     | 8 novembre 2017  |
| 20 | The Curse Of Eternal Youth      | Il morteanno di Cleo               | 24 giugno 2016     | 8 novembre 2017  |
| 21 | Blood Is Thicker Than Water     | Il sangue non è acqua              | 1 luglio 2016      |                  |
| 22 | Takeaway Of Terror              | La maledizione dell'hamburger      | 8 luglio 2016      |                  |
| 23 | The Zombie Body Shop            | Zombie love                        | 15 luglio 2016     |                  |
| 24 | Trick Or Shriek                 | Dolcetto o puzzetta?               | 31 ottobre 2016    |                  |
| 25 | King Niles                      | Il ritorno di Re Niles             | 22 luglio 2016     |                  |
| 26 | Bad Blood                       | Resus, salvaci tu!                 | 29 luglio 2016     |                  |
| 27 | Monsters Of Rock                | I mostri del rock                  | 1 novembre 2016    | 12 novembre 2017 |
| 28 | The Beast Within                | Il lupo mannaro che è in te        | 2 novembre 2016    | 12 novembre 2017 |
| 29 | Cry Wolf                        | Al lupo, al lupo                   | 3 novembre 2016    | 13 novembre 2017 |
| 30 | The Uninvited                   | Un party da urlo                   | 4 novembre 2016    | 13 novembre 2017 |
| 31 | Body Swap                       | Resustrello                        | 30 gennaio 2017    |                  |
| 32 | Gnome Sweet Gnome               | Il ritorno dello gnomo da giardino | 31 gennaio 2017    |                  |
| 33 | Tutan Kutie                     | Tutan Kutie                        | 1 febbraio 2017    |                  |
| 34 | Bone Cruncher                   | Lo spaccaossa                      | 2 febbraio 2017    |                  |
| 35 | Earworm!                        | C'è un verme dentro me             | 6 febbraio 2017    |                  |
| 36 | Goblin Gas                      | Il gas dei goblin                  | 7 febbraio 2017    |                  |
| 37 | Nightmare Neighbours            | L'invasioni dei topi vampiro       | 8 febbraio 2017    |                  |
| 38 | Uncle Memphis                   | Lo zio Memphis                     | 9 febbraio 2017    |                  |
| 39 | Friendly Neighbourhood Werewolf | Luke, lupo mannaro a metà          | 23 ottobre 2017    |                  |
| 40 | Brian Brain                     | Brian Brain                        | 23 ottobre 2017    |                  |
| 41 | You Read My Mind                | Ti leggo nel pensiero              | 24 ottobre 2017    |                  |
| 42 | Game Of Screams                 | Scream Street game                 | 25 ottobre 2017    |                  |
| 43 | Summer Sucks!                   | La zanzara vampiro                 | 26 ottobre 2017    |                  |
| 44 | The Plague                      | Piaghe d'Egitto a Scream Street    | 27 ottobre 2017    |                  |
| 45 | The Dread Shoes                 | Le scarpe ballerine                | 30 ottobre 2017    |                  |
| 46 | Grampy Vampy                    | Nonno Vampy                        | 31 ottobre 2017    |                  |
| 47 | Resus Goes Viral                | Virus, gare e tanti guai           | 31 ottobre 2017    |                  |
| 48 | A Letter From The Underlands    | Lettere dalle terre di sotto       | 1 novembre 2017    |                  |
| 49 | Wheels Of Death                 | Lo skateboard assassino            | 2 novembre 2017    |                  |
| 50 | Lucky Penny                     | Lucky Penny                        | 3 novembre 2017    |                  |
| 51 | The Grumpus (Part 1)            | Il Grumps (Prima parte)            | 15 dicembre 2016   |                  |
| 52 | The Grumpus (Part 2)            | Il Grumps (Seconda parte)          | 15 dicembre 2016   |                  |